# Вълнения в Белиз през 2005
В средата на януари 2005 в Белмопан, столицата на Белиз, избухват граждански безредици. Те са провокирани от новия национален бюджет, според който данъците значително се увеличават, както и от гнева към Обединената народна партия заради влошаването на финансовото състояние на белизийското правителство.
На 13 януари 2005 правителството на Саид Муса обявява новия бюджет за 2005 – 2006. Той включва големи увеличения на данъците за редица браншове и стоки, включително увеличаването на данъка върху недвижимото имущество с 11%, 5-процентно увеличаване на данъците за финансовите институции, 8-процентно увеличение на данъка върху тютюна, както и 100-процентно увеличение на данъка върху рома. Въпреки че според правителството увеличението на данъците е сравнимо с увеличението им през 1998 по време на предишното управление на Обединената демократическа партия (ОДП), тези данъци, примесени с години на всенародно неспокойствие при предполагаеми погрешно управление на финансите и корупция в Обединената народна партия (ОНП), стават причина за протести до сградата на Народното събрание на 15 януари 2005, които включват сблъсъци между демонстрантите и полицията. Демонстрациите продължават през следващата седмица.
На 20 януари браншовите организации и профсъюзите призовават за двудневна общонародна стачка. Хората не се явяват на работа и водоснабдяването за голяма част от Белиз спира. На 21 януари местните вестници пишат за разпокъсани демонстрации в столицата Белмопан, включително опожаряване на правителствени сгради и блокиране на пътищата от протестиращите. Когато министрите вървят към сградата на правителството, те са замеряни с камъни и бутилки, което принуждава полицията и военните да се намесят и да укротят демонстрантите. Правителството, според слуховете, е инсталирало камери по външните страни на някои сгради, близо до които се очаквало протестиращите да се струпат, а правителствените сгради са барикадирани.
В Белиз такива безредици избухват за трети път: първият път е през 1950-те, а вторият – през 1980-те, когато има предложение част от страната да стане територия на Гватемала.
На 21 януари пред сградата на Народното събрание в Белмопан е организиран масов протест, който води до употреба на насилие. Протестиращите замерят с камъни полицията, която им отвръща с гумени куршуми и сълзотворен газ. Гърмежите и сирените можели да се чуят в радиус от поне 1 км. Чут е поне един по-оглушителен тътен, значително по-силен от звука на обикновените изстрели; причината за тътена е неизяснена. Няколко от протестиращите са арестувани. Разрешението за демонстрацията изтича в 3 часа следобед, но протестиращите получават един час повече. В края на този допълнителен час, демонстрантите не обръщат внимание на заповедите да се разпръснат. Инспектор Джеферирес прочита пред тълпата закона против нарушителите на обществения ред и след 40 минути нарежда на полицията да разпръсне множеството, което тя прави като използва сълзотворен газ и гумени куршуми. Стачкуващите лягат на земята и отказват да се разпръснат и са изкарани насилствено.